# Kerala
Il Kèrala o Keralam (in malayalam കേരളം, Kēraḷaṁ) è uno Stato dell'India meridionale, che occupa una stretta striscia della costa sud-occidentale del Paese. Chiamato Keralam dai suoi abitanti, il Kèrala è lo Stato indiano con il tasso di alfabetizzazione più elevato (oltre il 90% della popolazione). Le lingue ufficiali dello Stato sono il malayalam e l'inglese.

## Origine del nome
L'esatta origine del nome Kerala è sconosciuta. Secondo la teoria più accreditata, esso deriverebbe da Kera (l'albero della noce di cocco) e Alam ("luogo", "terra" o "mondo"), sebbene la produzione della noce di cocco fosse un'attività marginale fino all'arrivo dei portoghesi.
La parola Kera deriverebbe a sua volta da "Chera", nome della dinastia regnante nei tempi antichi sulla regione, tant'è che il grande imperatore Ashoka nel III secolo a.C. considerò i Keralaputhra (cioè i Chera) come i legittimi sovrani di quello che nel suo impero era uno dei regni di confine nel sud.
All'epoca dell'arrivo dei portoghesi si diffuse il nome Malankar, nome ancora in uso per indicare chiese locali che usano il rito antiocheno: chiesa cattolica e Chiesa ortodossa siriaca del Malankara (una delle chiese ortodosse orientali).

## Formazione dello stato
Il moderno Kerala nacque in seguito all'unione di tre regioni: il regno di Thiruvithamcoore, il regno di Kochi e la provincia del Malabar.
Inizialmente Thiruvithaamcoore e Kochi furono fusi nel Thiru-Kochi (1º luglio 1949); ad essi si aggiunse, su proposta della Commissione per la Riorganizzazione dello Stato voluta dal governo indiano, il Malabar (1º novembre 1956).

## Amministrazione
Il Kerala è diviso in 14 distretti.
Procedendo da nord a sud:
- Distretto di Kasaragod

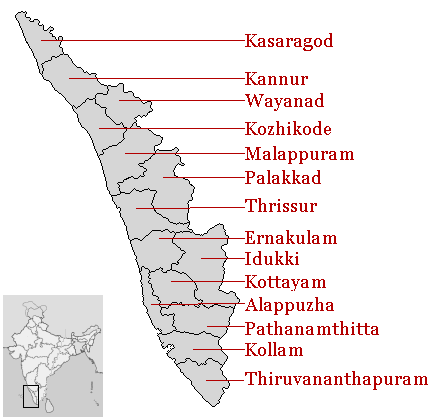
Distretti del Kerala, India del sud.

- Distretto di Kannur (in passato Cannanore/Cananor)
- Distretto di Wayanad (Kalpetta)
- Distretto di Kozhikode (o Calicut)
- Distretto di Malappuram
- Distretto di Palakkad (o Palghat)
- Distretto di Thrissur (in passato Trichur)
- Distretto di Ernakulam (in passato Cochin)
- Distretto di Idukki
- Distretto di Kottayam
- Distretto di Alappuzha (in passato Alleppey)
- Distretto di Pathanamthitta
- Distretto di Kollam (in passato Quilon/Coulão)
- Distretto di Thiruvananthapuram (in passato Trivandrum)

Thiruvananthapuram è la capitale dello Stato. Kochi e Kozhikode seguono per importanza e dimensioni.

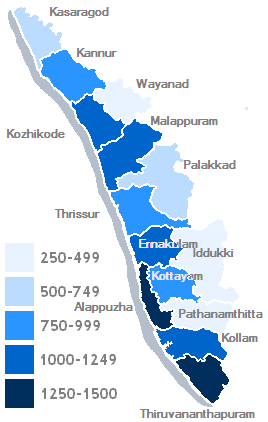
Densità di popolazione del Kerala.

## Società

### Evoluzione demografica
| # | Città              | Popolazione 2011 | Distretto          |
| - | ------------------ | ---------------- | ------------------ |
| 1 | Thiruvananthapuram | 957 730          | Thiruvananthapuram |
| 2 | Kochi              | 677 381          | Ernakulam          |
| 3 | Kozhikode          | 431 560          | Kozhikode          |
| 4 | Kollam             | 397 419          | Kollam             |
| 5 | Thrissur           | 315 596          | Thrissur           |
| 6 | Kannur             | 232 634          | Kannur             |
| 7 | Alappuzha          | 174 164          | Alappuzha          |
| 8 | Palakkad           | 130 955          | Palakkad           |
| 9 | Malappuram         | 101 386          | Malappuram         |

### Lingue e dialetti
L'inglese e il malayalam sono le lingue ufficiali del Kerala. Nello Stato si trovano inoltre molte persone parlanti il tamil (rappresentanti forse la più grande comunità tamil al di fuori del Tamil Nadu).

### Religione
La religione più praticata è l'induismo (56,1%), seguono islam (24,7%) e cristianesimo (19%). Il Kerala fino a tempi recenti ospitava una piccola comunità di ebrei che, secondo la tradizione, vi giunsero nel 587 a.C. in seguito alla presa di Gerusalemme da parte di Nabucodonosor II. Nello Stato si trovano molti templi, chiese e moschee di una certa importanza. A Kochi vi è inoltre la sinagoga Paradesi, la più antica di tutto il Commonwealth britannico.
La maggioranza induista, convive con le forti minoranze cristiane e musulmane, in un regime di prevalente tolleranza reciproca.
I cristiani fanno risalire la propria presenza nella regione ai tempi apostolici Cristiani di San Tommaso. Rimasero poi legati alla Chiesa Nestoriana. Con la venuta dei Portoghesi a Goa, gli stessi rivendicarono un patronato su tutti i cristiani, con periodi di attrito tra i cattolici di rito latino e i siro-Malabaresi.
I musulmani si diffusero in prevalenza per i contatti commerciali.
Sabarimala, il tempio più importante dell´induismo, vietato fino al 2019 a tutte le donne, e stato scavalcato da due donne che sono entrate la prima volta per protestare. Dopo il divieto del tribunale si è formata una gigantesca catena di donne lunga 500 chilometri, donne provenienti da tutto il Kerala per rivendicare l'uguaglianza di genere contro chi le vuole tenere in ostaggio nel nome della tradizione.

## Festività
Il Kerala Day è la festa nazionale in quanto segna la nascita dello stato del Kerala. La festa si tiene il 1 novembre di ogni anno.

## Geografia fisica

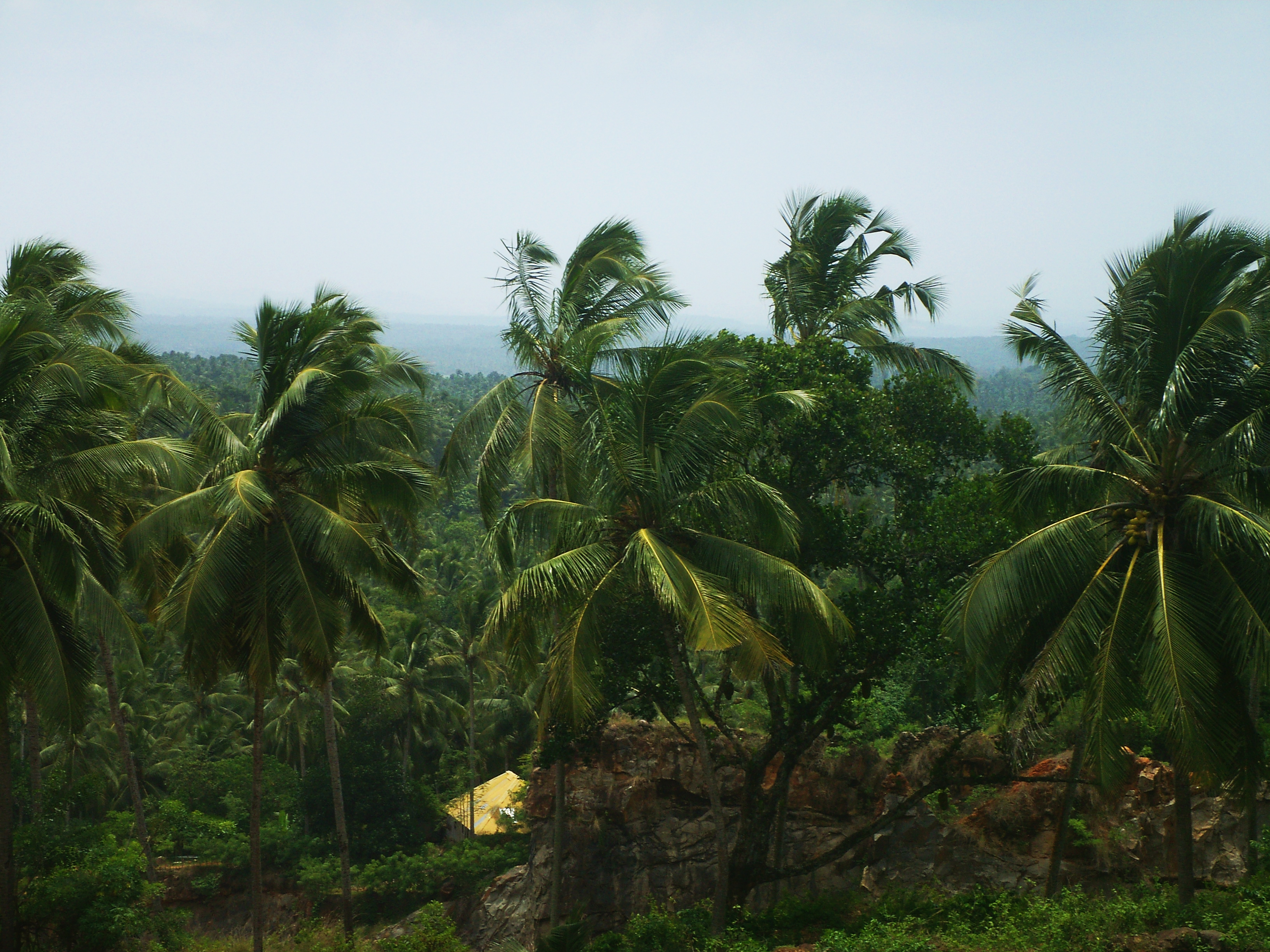
Tipico panorama del Kerala del sud, ripreso non lontano da Trivandrum.

Il Kerala si affaccia sull'Oceano Indiano dalla parte del Mare Arabico. È formato da un tratto pianeggiante che percorre lo Stato in tutta la sua lunghezza, alle cui spalle, verso l'interno, si ergono le propaggini più meridionali dei Ghati occidentali; in particolare verso nord si estende il massiccio delle Nillgiri Hills, con punte che superano i 2 500 metri di quota e, verso sud, la catena delle Cardamom Hills, con punte che sfiorano o superano di poco i 2 000 metri.
Le coste sono pianeggianti lungo tutto lo Stato; nei pressi di Kochi vi sono le backwaters, un vastissimo sistema di lagune della lunghezza di 60 km, regno di mangrovie e foreste pluviali: sono pure tra le attrattive turistiche principali del Kerala. La vegetazione ricopre per intero lo stato, sia in pianura, dove abbondano le palme da cocco, sia nei tratti montuosi, dove vaste foreste si alternano a piantagioni di tè.
Il clima è tropicale monsonico: i monsoni di sud-ovest portano le piogge nei primi giorni del mese di giugno, protraendosi fino a tutto agosto e parte di settembre; segue un periodo con temperature non eccessivamente alte, finché il monsone di nord-est riporta le nubi cariche di pioggia verso la fine di ottobre e novembre. Poi il clima si fa secco e caldo, specialmente nei mesi di aprile e maggio.

## Politica
L'attuale primo ministro è Pinarayi Vijayan del Partito Comunista d'India (Marxista) (CPI(M)) che guida il Fronte Democratico di Sinistra (LDF), a partire dal 2016 coalizione di governo, mentre all'opposizione c'è Ramesh Chennithala che è il capo del Fronte democratico unito (UDF), guidato dal Partito del Congresso Indiano;
La politica del Kerala è contrassegnata dal continuo cambio di potere ogni 5 anni, dove si alternano al Governo il Partito Comunista d'India (Marxista) e il Partito del Congresso Indiano.
La presenza del Partito Popolare Indiano (in hindi भारतीय जनता पार्टी [भाजपा], Bharatiya Janata Party, BJP) è minima in questo Stato. Questo è un dato rilevante alla luce degli eventi che hanno caratterizzato i governi BJP, di stampo nazionalista e di difesa dell'identità induista. Infatti il BJP conta pochi elettori in Kerala anche grazie alla presenza quasi omogenea di induisti, musulmani e cristiani.
Da notare che il Kerala è stato il primo Stato al mondo ad aver eletto democraticamente un candidato comunista (E.M.S. Nampoothiripad), che divenne il primo ministro del Kerala nel 1956, dopo la riorganizzazione dei confini dello Stato, in seguito all'indipendenza ottenuta dall'India nel 1947.
La politica e l'essere membro di un partito sono concetti molto sentiti in Kerala. Questo senso di appartenenza e l'emancipazione di sindacati e unioni studentesche finiscono spesso per sfociare in scioperi e manifestazioni, causando frequenti blocchi al lavoro e all'istruzione. D'altro canto grazie alle politiche progressiste del CPI(M) il Kerala vanta un tasso di alfabetizzazione del 91% (il più alto dell'India) e il più basso tasso di corruzione dell'intero Paese. Usando termini per lo più occidentali, potremmo dire che il Kerala è fortemente di sinistra ed è la "roccaforte rossa" dell'India essendo i due partiti più grandi l'uno comunista e l'altro socialista democratico.

## Fonti
- Office of the Registrar General, Number of Literates & Literacy Rates, in Census of India (2001), 2001c. URL consultato il 12 gennaio 2006..

## Economia

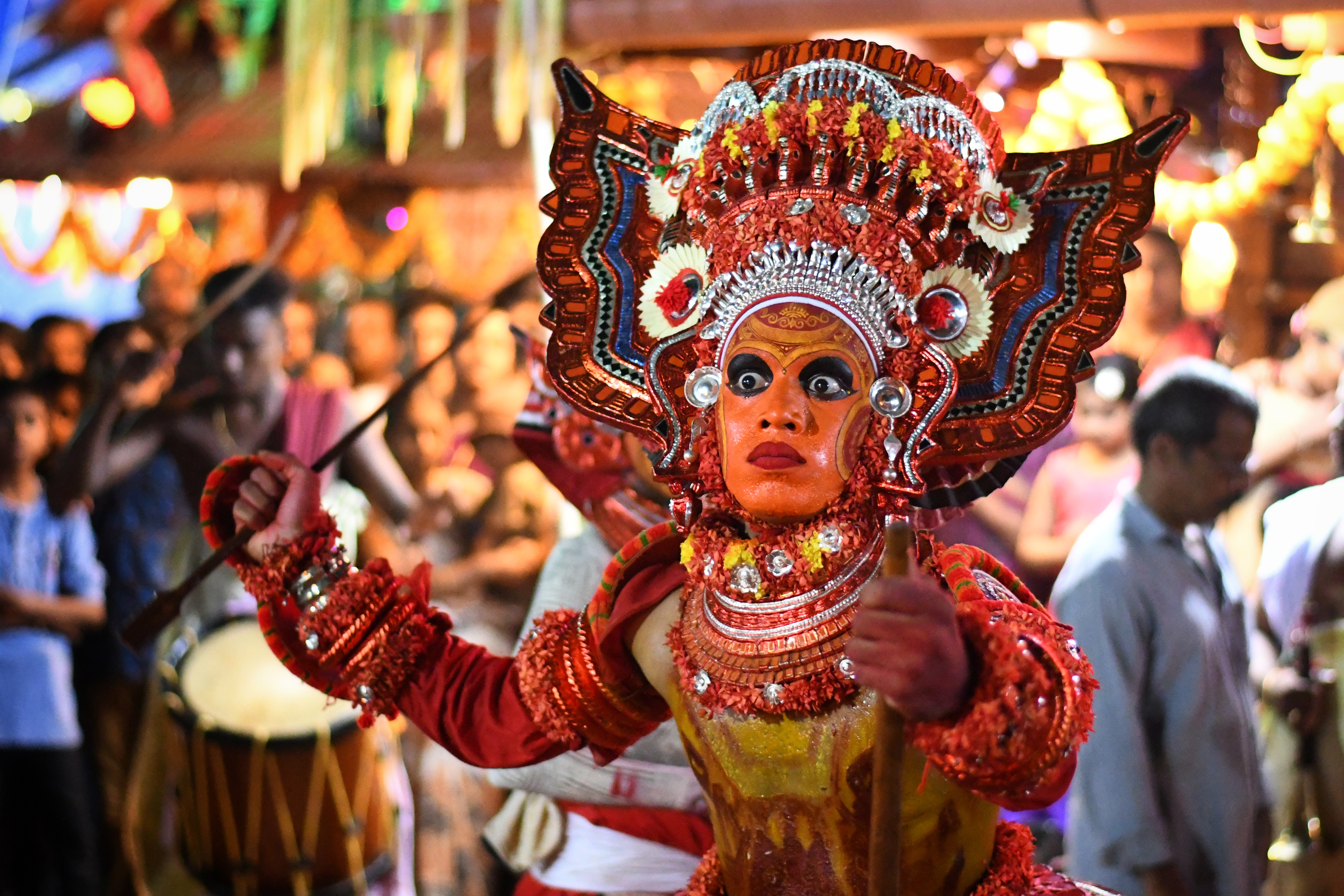
Theyyam de Kerala.

### Turismo
Il National Geographic Traveller ha messo il Kerala tra le 50 destinazioni da vedere una volta nella vita.

## Sanità
Al 2023 i ricoveri ospedalieri e i consulti medici sono gratuiti, ma i pazienti devono pagarsi esami diagnostici, medicine e pasti. Inoltre, hanno l'obbligo di essere assistiti da un famigliare che procuri loro le medicine, organizzi gli esami e chiami il personale infermieristico. I familiari hanno diritto a un pasto gratuito.